# Institut national de la statistique de Guinée
L'Institut national de la statistique de Guinée (INS) ancienne Direction nationale de la statistique (DNS), créée par décret en 1997, est le service officiel des statistiques de la Guinée, dont le principe de la transformation en Institut national de la statistique, établissement public, a été retenu juste avant le décès du président Lansana Conté fin 2008.
Le 10 mai 2010, la Direction nationale de la statistique (DNS) a été érigée en Institut national de la statistique.
La INS est une structure publique placée sous la tutelle du ministre chargé de la statistique. Très généralement, elle est chargée de la conception, l'élaboration, la mise en œuvre et le suivi de la politique du Gouvernement en matière de production et de diffusion de l’information statistique. Ses activités s'organisent dans le cadre plus général du système statistique de la Guinée ; en particulier, elle assure le secrétariat du Conseil national de la statistique (CNS).

## Mission
Sous l'autorité du ministre du Plan, la Institut national de la statistique a pour mission :
- de coordonner l'activité statistique sur l'ensemble du territoire national en veillant à la qualité et à l'harmonisation des données produites sur le plan national, en définissant les normes à suivre;
- de centraliser, traiter et diffuser l'ensemble des informations nécessaires à l'élaboration et au suivi de la politique économique et sociale;
- de diffuser l'ensemble de l'information statistique;
- de créer et gérer les banques de données socio-économiques de toutes les sources d'informations de la statistique publique;
- de réaliser les opérations d'enquêtes statistiques d'envergure nationale, les recensements démographiques et les études statistiques nécessaires à l'établissement et à la mise à jour du système d'informations statistiques sur les conditions de vie des ménages et la pauvreté;
- d’assurer la liaison avec les services statistiques nationaux et internationaux et de représenter notre pays aux rencontres internationales relatives à la statistique;
- de coordonner et animer les activités des représentations de l'INS à l'intérieur du pays ;
- d'assister sur le plan technique les services chargés des statistiques au sein de l'Administration;
- de réaliser des études à caractère économique, social et statistique;
- de promouvoir la recherche dans le domaine de la Statistique;
- d'assurer la formation, le perfectionnement et le recyclage du personnel chargé de la statistique des services publics et parapublics;
- d'élaborer annuellement le programme national des travaux statistiques pour la session du conseil national de la statistique;
- d'analyser les dossiers d'enquêtes en vue de l'attribution du visa statistique;
- d’assurer le secrétariat du conseil national de la statistique (CNS).

## Organisation
La Institut national de la statistique est une direction d'administration centrale du ministère chargé du Plan. Elle est dirigée par un directeur national nommé par décret du président de la République sur proposition du ministre du Plan ; il est assisté d'un directeur national adjoint qui le remplace en cas d’absence ou d’empêchement et est nommé dans les mêmes conditions.
Le Directeur national dirige, coordonne, anime et contrôle les activités des services de la Direction qui sont :
- les Services d'appui :
  - le Service administratif et financier (SAF);
  - la Cellule technique pauvreté ;
  - la Cellule cartographie de la pauvreté ;
- la Division statistiques générales;
- la Division méthodologie statistique et conditions de vie des ménages;
- la Division comptabilité nationale;
- la Division informatique.

## Histoire
| Date             | Ministère                                                           | Ministre              |
| ---------------- | ------------------------------------------------------------------- | --------------------- |
| 14 décembre 2009 | du Plan et de la Promotion du secteur privé                         | Mamadou Max Bangoura  |
| 19 juin 2008     | du Plan et de la Coopération                                        | Djigui Camara         |
| 29 mars 2007     | de l'Économie, des Finances et du Plan                              | Ousmane Doré          |
| 16 décembre 2002 | du Plan                                                             | Nyankoye Fassou Sagno |
| 7 juin 2000      | Secrétariat d'État du Plan, ministère de l'Économie et des Finances | El Hadj Oumar Kouyaté |
| 21 octobre 1997  | du Plan et de la Coopération internationale                         | Mamadou Cellou Diallo |

| Nom          | Période            |
| ------------ | ------------------ |
| Oumar Diallo | ....... - fin 2012 |

Dès l’indépendance acquise en 1958, une Direction générale de la statistique est créée et rattachée au ministère du Plan et de la Statistique. Au début des années soixante, en vue de la mise en œuvre du premier plan triennal de développement économique et social (1960 – 1963), sa structure se voit renforcée.
En 1981, une Direction générale du plan et de la statistique, placée sous l'autorité du premier ministre, est créée en regroupant la Direction générale de la statistique et la Direction générale du plan, et dans le même temps, le Centre national d’informatique et de gestion (CNIG), une direction générale de l’administration publique, voit le jour.
À partir de 1986, les deux directions de la statistique et du plan sont séparées et en 1988, la Direction générale de la statistique intègre le CNIG, l'ensemble devenant la Direction nationale de la statistique et de l’informatique (DNSI). En fonction des remaniements ministériels, la DNSI est rattachée tantôt au ministère de l’Économie, des Finances et du Plan, tantôt du ministère du Plan et de la Coopération.
Dernière étape en date, depuis 1997, la Direction nationale de la statistique (DNS) est une administration centrale placée sous la tutelle du ministère du Plan, sur le point d'être transformée en un Institut national de la statistique.
Le 10 mai 2010, la Direction nationale de la statistique (DNS) a été érigée en Institut national de la statistique par le décret N°078/PRG/CNDD /SGG du 10 mai 2010.